# Zaischnopsis erythrothorax
Zaischnopsis erythrothorax är en stekelart som beskrevs av Gibson 2005. Zaischnopsis erythrothorax ingår i släktet Zaischnopsis och familjen hoppglanssteklar. Inga underarter finns listade i Catalogue of Life.